# Niebla
Niebla è un comune spagnolo di 4 200 abitanti situato nella comunità autonoma dell'Andalusia a 29 km da Huelva, capoluogo della sua provincia, sulle rive del fiume Tinto nella comarca El Condado. Il centro storico ha il titolo di conjunto historico y artistico. La sua economia si basa sull'industria (cemento, fertilizzanti, carpenteria metallica) e l'agricoltura (cereali, ulivi e allevamento del bestiame). Esiste inoltre un centro di trasporti su gomma e un artigianato tipico che produce diversi oggetti utilizzando le foglie secche delle palme.

## Storia
Esistono diverse testimonianze archeologiche di presenze umane nel Neolitico. I primi popoli che l'abitarono furono i Tartessi che le diedero il nome di Ilipula ed esercitarono con i Fenici una intensa attività commerciale favorita dalla produzione delle ricche miniere esistenti nei dintorni e della facilità di comunicazione tramite il fiume Tinto. Durante il periodo romano il nome della città venne mutato in Ilipia e fu un importante centro attraversato da una strada che univa la foce della Guadiana ad Italica. A sottolinearne l'importanza è la facoltà che Ilipia aveva di coniare monete. Ai Romani succedettero i Visigoti che ne corressero il nome in Elepla. Anche sotto di loro Elepla fu importante tanto che fu sede vescovile. Gli Arabi la presero nel 713 e ne fecero una cura (unità amministrativa assimilabile ad una provincia) che al momento della massima espansione raggiunse l'attuale Algarve portoghese. Con il frammentarsi del Califfato di Cordova intorno al 1030 per contrasti interni e sotto la spinta degli eserciti cristiani in 23 regni o repubbliche oligarchiche dette Taifa anche Niebla, che aveva allora il nome Lebla, diventò la capitale di un regno di Taifa indipendente, sottomessa poi dagli Almoravidi e dagli Almohadi.
Nel 1262 dopo un assedio di nove mesi, durante il quale vennero impiegati per la prima volta in Europa dei rudimentali cannoni, la città si arrese ad Alfonso X che concesse il Fuero real, cioè lo statuto, le modalità di governo e i confini della municipalità.
Nel 1369 diventò contea della famiglia dei Guzmán e don Enrique quarto conte di Niebla nel 1402 restaurò e rafforzo la cinta muraria, costruì un'alta torre detta della Regina e costruì la sede comitale sulla sommità del colle all'interno dell'alcázar arabo.
Da quel periodo Niebla non fu più protagonista della storia. Durante la guerra civile dal 1936 al 1939 subì diversi danni ai suoi edifici.

## Monumenti
Delle varie civiltà che si sono succedute nel suo territorio Niebla conserva notevoli testimonianze architettoniche. Della preistoria resta una necropoli dolmica, del periodo tartessico restano pochi metri delle mura costituiti da massi ciclopici sovrapposti a secco, della civiltà romana restano una parte delle mura e delle fortificazioni, un ponte sul rio Tinto fatto saltare durante la guerra civile e restaurato, i resti di un acquedotto, di una basilica e della calzada (strada selciata tipica dei Romani). Della civiltà visigota restano la Cattedrale paleocristiana, parte della sede vescovile e piccola parte di mura, della civiltà araba restano la perfettamente conservata cinta muraria con 46 torri e 4 porte arabeggianti, rafforzata nel Medio Evo, i resti dell'Alcázar e di una moschea. Del successivo periodo cristiano si hanno molti monumenti: le fortificazioni che si aggiunsero a quelle arabe, il Castello dei Guzman, i resti della chiesa di San Martin paleocristiana, trasformata in moschea e successivamente di nuovo in chiesa, Santa Maria de la Granada chiesa costruita sopra un'antica moschea dei secoli X-XI e modificata nei secoli XV-XVI; durante la guerra civile subì un incendio che distrusse alcune opere d'arte. Dei secoli XVII-XVIII è l'antico Hospital de N'tra S.ra de los Angeles

## Dintorni
A 2 km La Lobita tenuta agricola celebre per l'allevamento di tori da combattimento. Presso la casa si trova il dolmen di Soto, datato tra il 3000 e il 2500 a. C. e scoperto nel 1922, lungo 21 metri e con una camera con graffiti dell'età del bronzo.
A 5 km Ermita de la Virgen del Pino meta di un frequentato pellegrinaggio a fine maggio.
A 21 km si trova il centro abitato di Moguer.
A 12 km La Palma del Contado centro vinicolo nella valle del fiume Tinto con alcuni interessanti monumenti.
A 26 km il Santuario di Nuestra Señora del Rocío meta nella settimana precedente la Pentecoste del più spettacolare pellegrinaggio andaluso con carrozze e cavalli che giungono da molte città.

## Feste
Romeria de la Virgen del Pino a fine maggio.
Fiesta del patron San Walabonso a giugno.
Fiesta de Ntra. Sra. del Pinol'8 settembre.

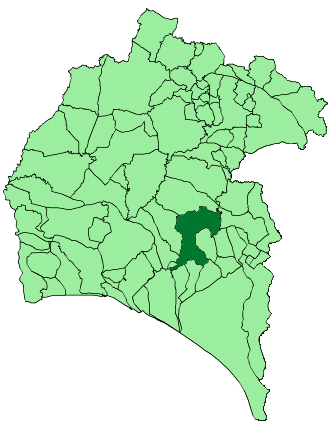
Mappa del comune nella provincia

Feria de Tosantos il 1º novembre.